# 닛산 바네트
닛산 바네트(Nissan Vanette, 日産・バネット)는 1978년부터 2010년까지 일본 닛산 자동차에서 생산된 트럭및 승합차이다.
경쟁 차종은 마쓰다 봉고 브로니(Mazda Bongo Brawny), 미쓰비시 델리카(Mitsubishi Delica) 등이 있었다.

## 1세대(C120)
1978년부터 1988년까지 생산되었다.

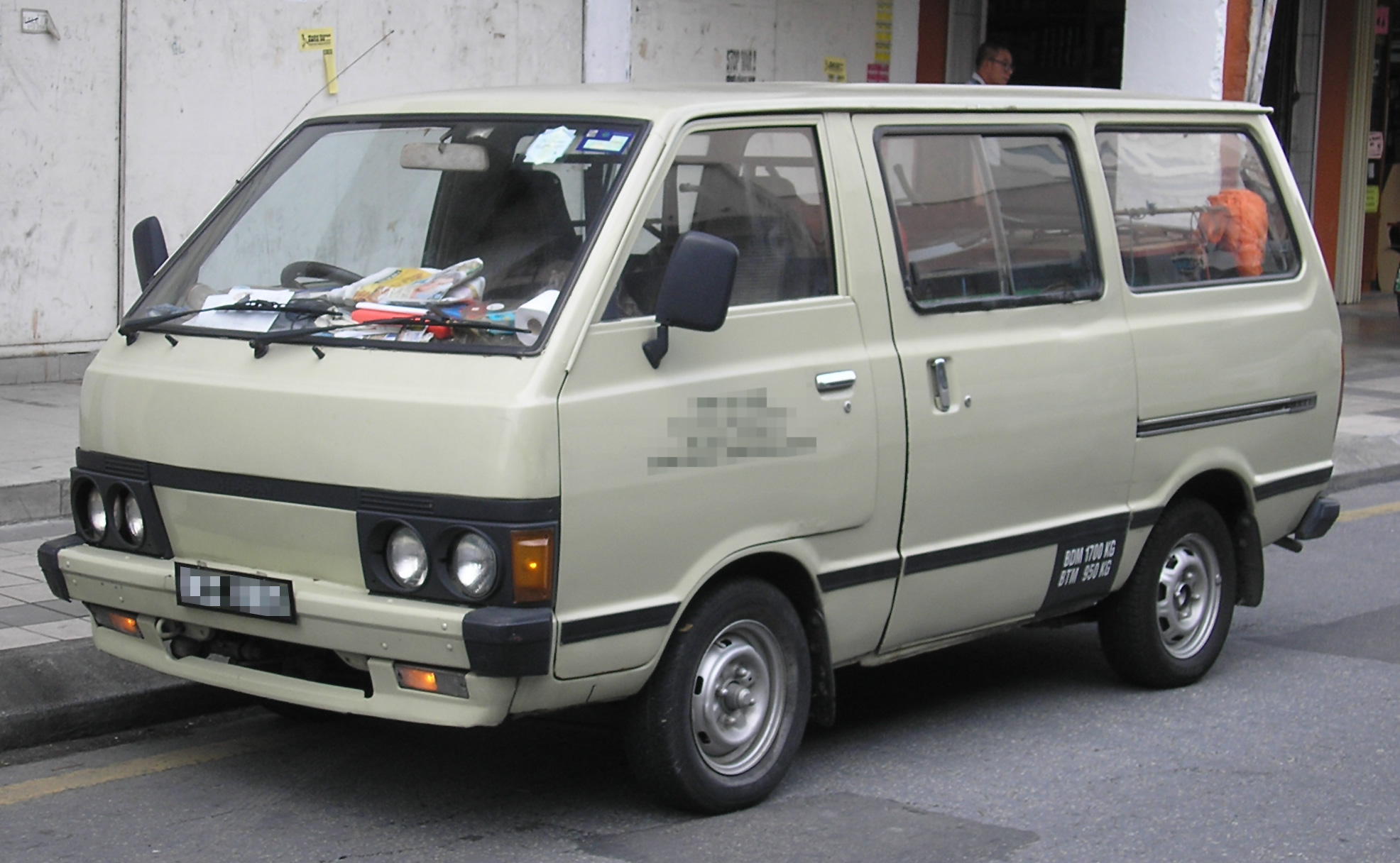
1세대 승합 모델(전면)

## 2세대(C22)

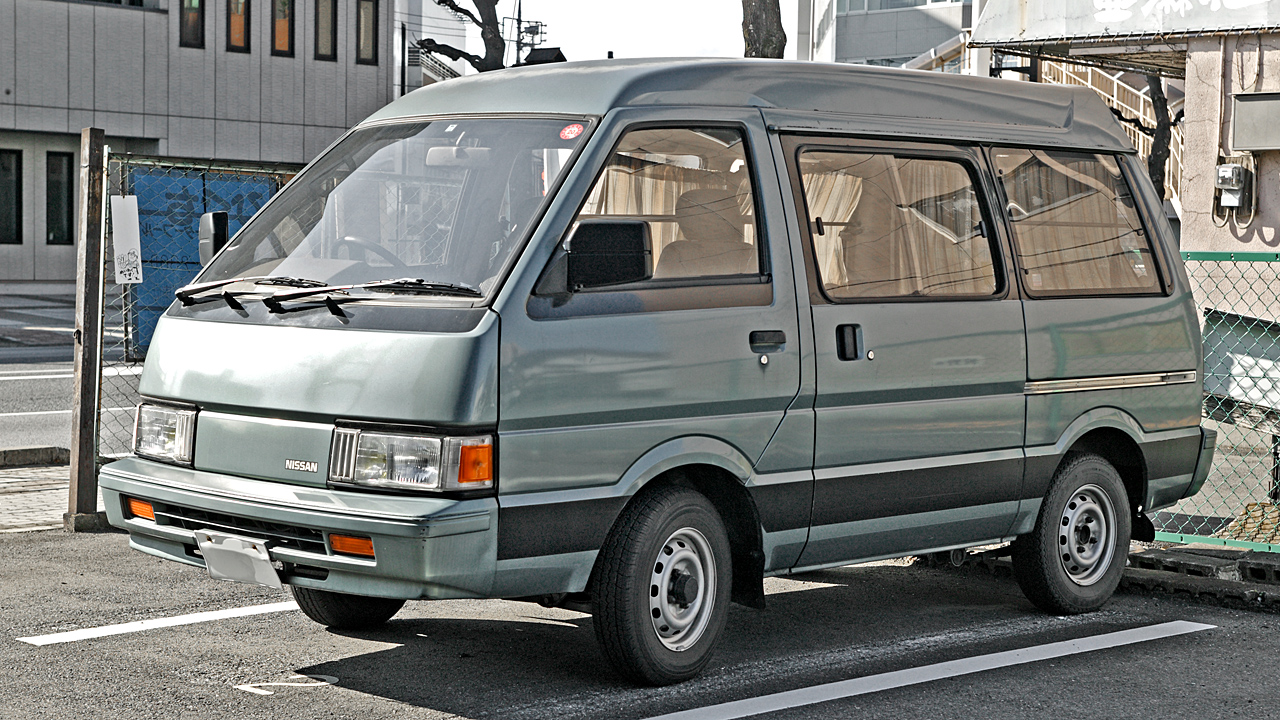
C22형 바네트 승합차

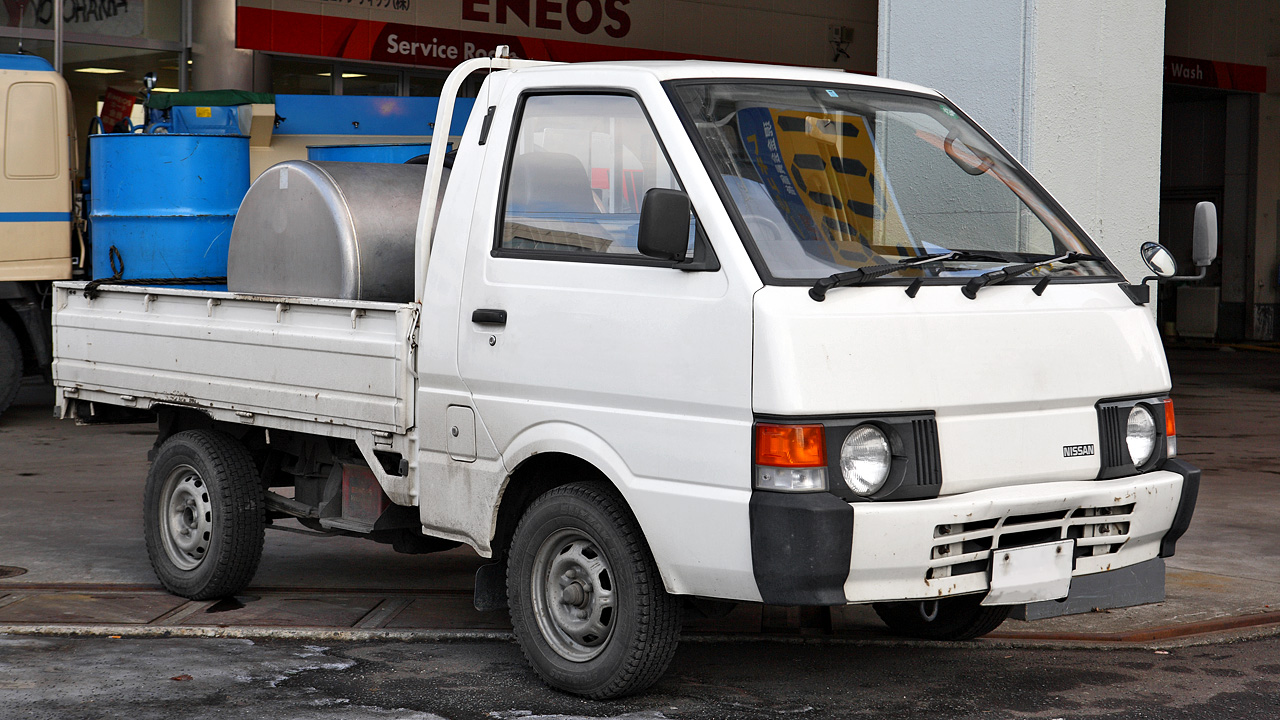
C22형 바네트 트럭

1985년부터 1994년까지 생산되었다. 1991년에 승용 사양이 바네트 세레나로 이관됨에 따라 완전한 상용차가 되었다.

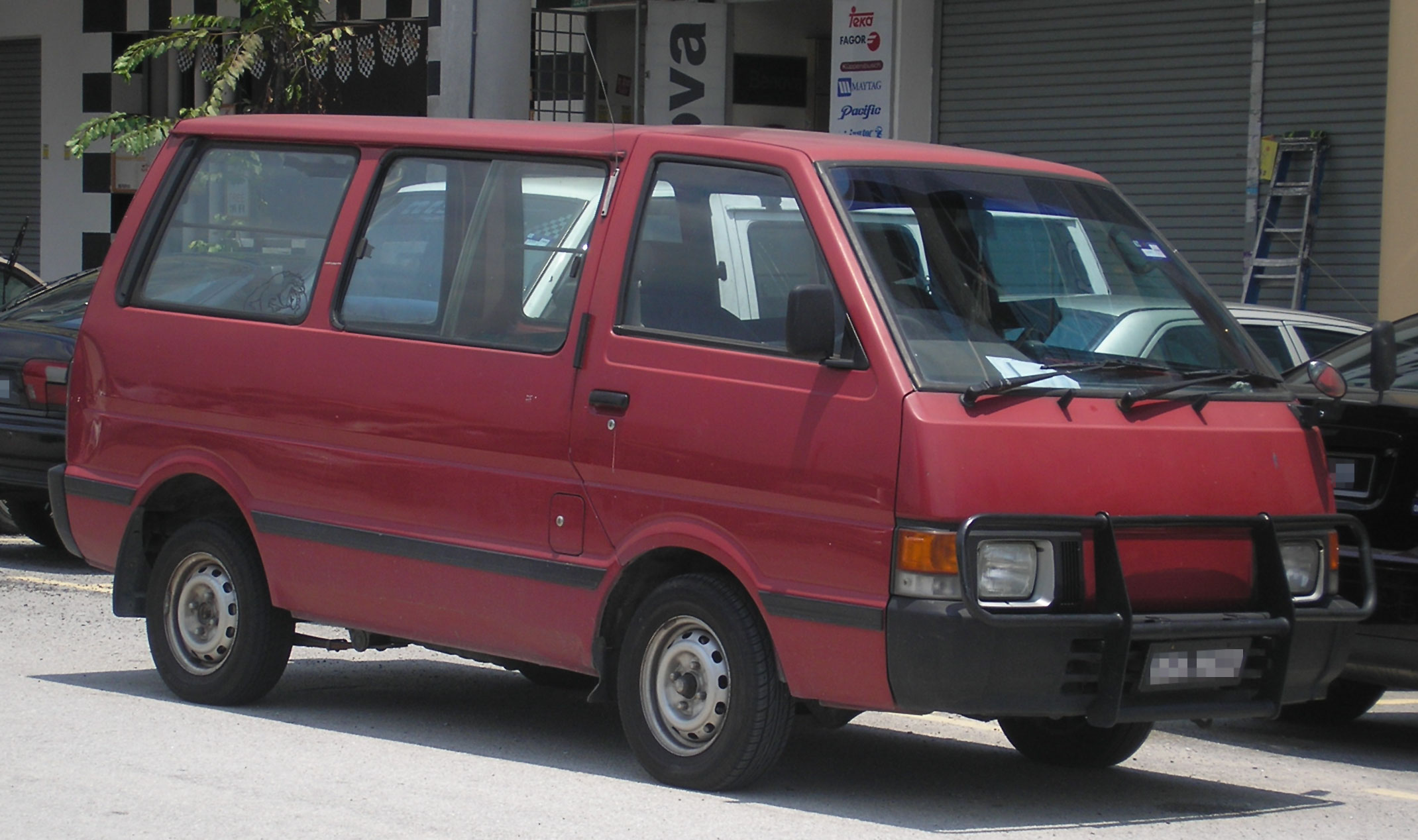
승합 모델 중기형(전면)
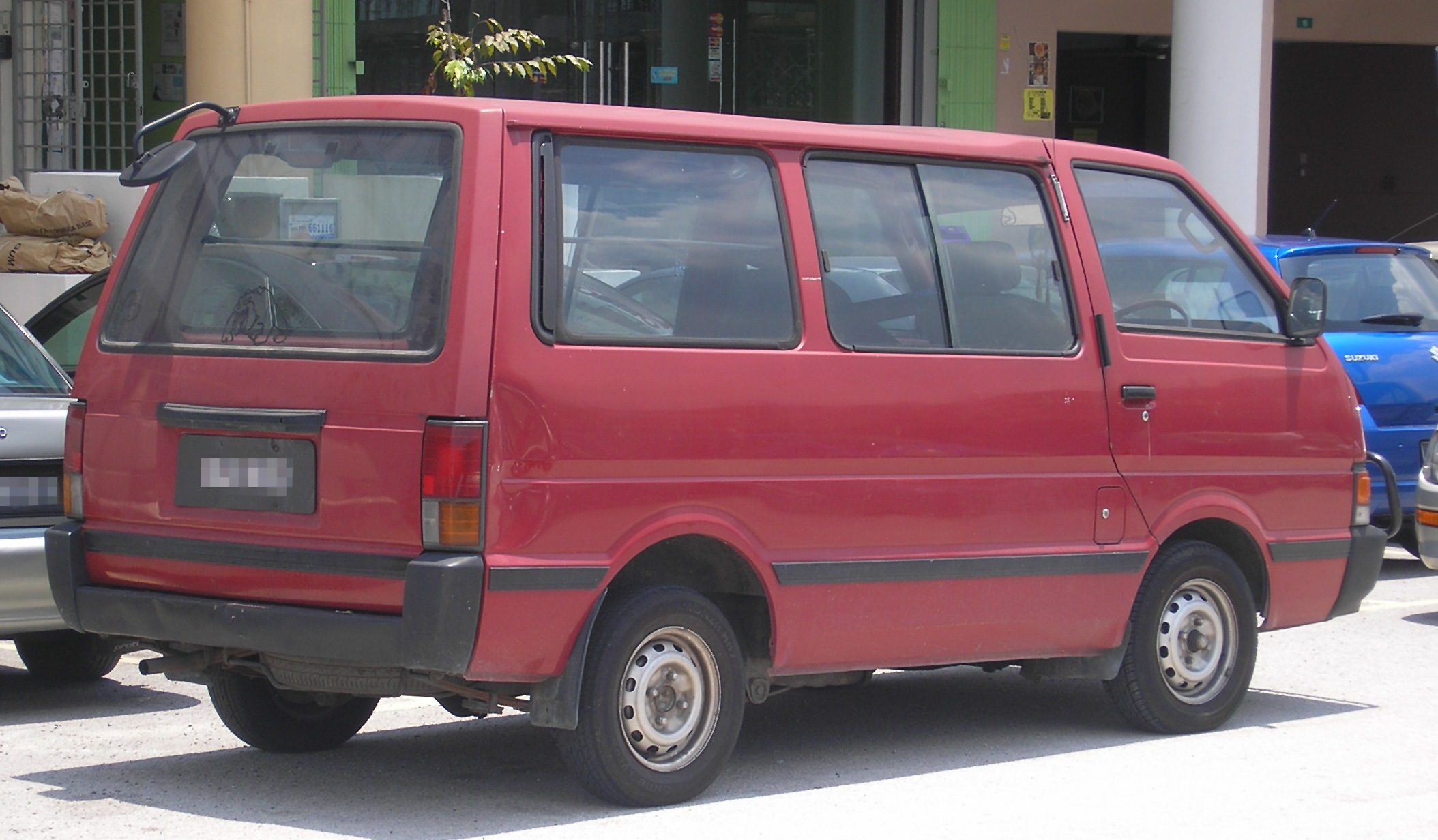
승합 모델 중기형(후면)
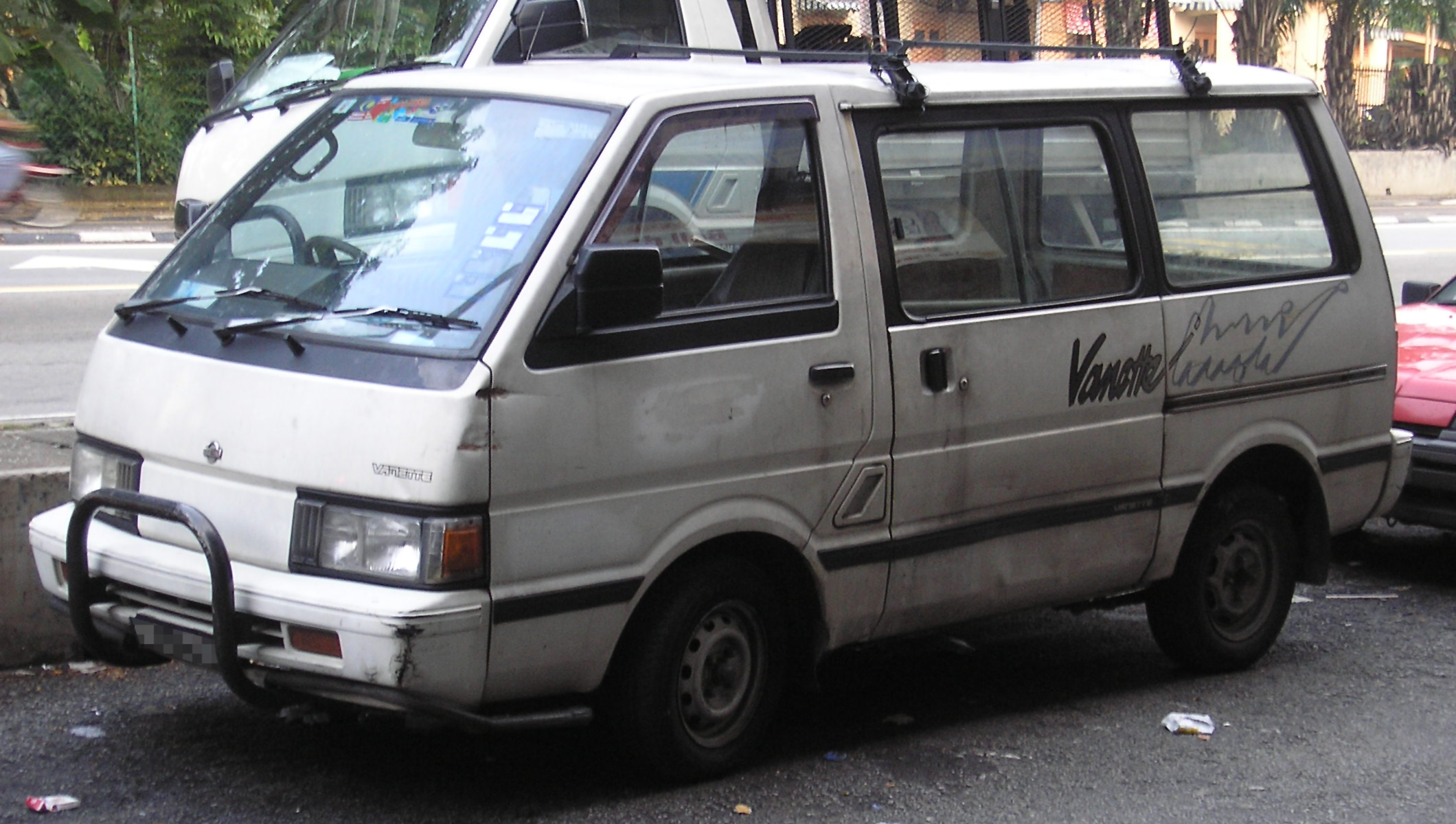
승합 모델 후기형(전면)
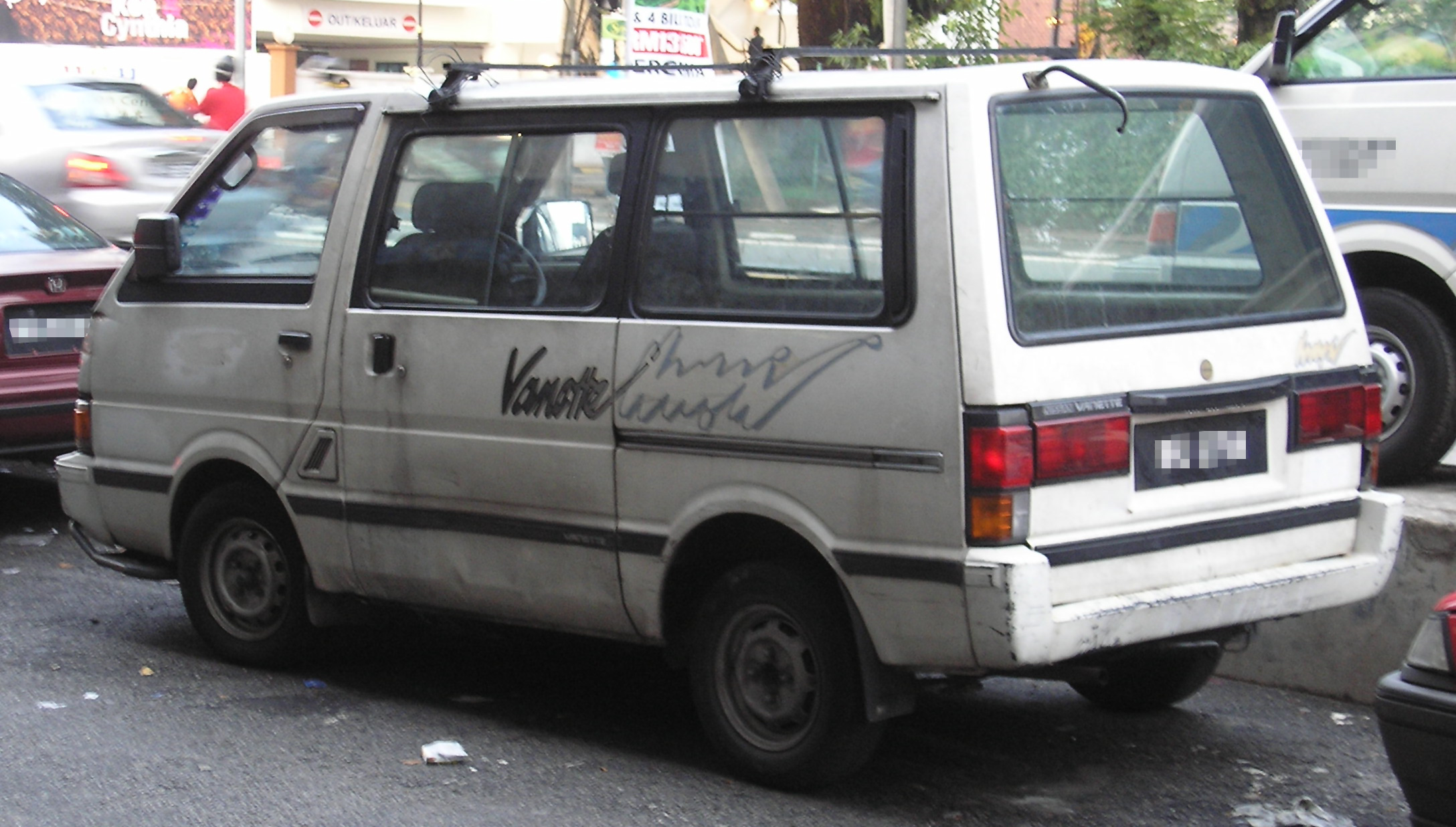
승합 모델 후기형(후면)

## 3세대(S20)
1994년부터 1999년까지 생산되었다. 이 세대부터 마쓰다 봉고를 뱃지 엔지니어링하여 판매하기 시작하였다.

## 4세대(S21)
1999년부터 2010년까지 생산되었다. 후속 차종은 2009년에 발매된 NV200 바네트이다.

## 대우 바네트
- 대한민국에서는 타타대우상용차가 2세대형인 C22형에서 운전석 위치만 바꾸고 들여와서 자동차공업 합리화 조치가 끝난 1986년부터 1992년까지 대우 바네트로 생산하였다.
- 다만, 차명 '바네트'는 1990년에 '슈퍼 X'라는 새로운 차명과 병행 사용하다가, 1992년 8월에는 차명이 '바네트'라는 네임이 사라지고 '슈퍼 X'만 남았다.
- 또, 일본 바네트와는 달리 대우 바네트에는 12인승 코치형 모델도 존재하였다.

- 일본 모델과의 차이점은 일본에서는 닛산 4기통 가솔린 엔진 및 LD20 디젤 엔진을 사용하였지만, 대한민국에서는 닛산 LD20 엔진 대신 대우중공업에서 이스즈의 C-223 엔진[1]을 라이선스 생산한 DC23 엔진을 사용하였다.
- 이 엔진은 1세대 코란도에서 1991년까지 사용한 엔진인데, 현대자동차에서 미쓰비시 아스트론(D4B 계열, 아스트론의 일본 현지 형식명은 4D5 계열) 디젤 엔진을 라이선스 생산한 현대 T엔진이나 기아자동차의 R2 계열 엔진에 비해 연비가 좋지 못하다는 단점이 있었다.

- 대한민국에서 생산된 바네트의 경우 트럭 모델은 포터, 봉고와 달리 슈퍼캡 모델과 더블캡 모델이 없었고, 정비 효율이 떨어져서 소비자들로부터 인기를 얻지 못하였다.
- 코치 & 밴 모델 역시 그레이스, 베스타, 토픽에 비해 연비가 좋지 못해 소비자들의 외면을 받았다.

- 수동변속기도 달랐는데, 타사 동급 모델에서는 일반적인 플로어식 기어(말뚝형 기어)를 채용한 것과 달리 유독 바네트만 컬럼식 기어를 채용하였다.
- 1990년에 연식 변경과 함께 일반적인 플로어식 기어로 변경되었다.

- 결국 트럭 차종과 코치 / 밴 차종은 1992년에 후속 차종 없이 단종되어, 지금까지 구 대우자동차 및 한국지엠(쉐보레)의 라인업에는 없다.
- 대우자동차 준중형트럭 사업부 철수 파기 되었다.
- 현재 대한민국에서 바네트 코치 / 밴 모델은 거의 남아있지 않고, 트럭형 모델도 대한민국에서 2대밖에 남지 않았다고 한다.

### 라인업
- 1톤 싱글캡 슈퍼(단축)
- 1톤 싱글캡 슈퍼X(장축)
- 3인승 밴(단축)
- 3인승 밴(장축 코치)
- 6인승 밴(장축 코치)
- 9인승 코치
- 12인승 코치

### 제원
- 전장(mm) : 4,050
- 전폭(mm) : 1,635
- 전고(mm) : 1,980
- 축거(mm) : 2,075
- 윤거(전, mm) :
- 윤거(후, mm) :
- 승차정원 : 3명(밴)/6명(밴)/9명(코치)/12명(코치)
- 변속기 : 5단 수동변속기
- 구동형식 : 후륜구동

| 구분               | 2.2L  |
| ------------------ | ----- |
| 엔진 형식          | DC23  |
| 연료               | 디젤  |
| 배기량(cc)         | 2,200 |
| 최고출력(ps/rpm)   |       |
| 최대토크(kg*m/rpm) |       |
| 연비(km/l)         |       |

### 경쟁 차종
- 현대자동차 - 포터, 그레이스
- 기아자동차 - 봉고, 베스타
- 아시아자동차공업 - 토픽